# ۵۶۹ (قمری)
۵۶۹ (قمری)، پانصد و شصت و نهمین سال در گاهشماری هجری قمری است. اول محرم این سال برابر با نوزدهم اوت سال ۱۱۷۳ میلادی است.

## وابسته
- مخزن‌الاسرار